# 维罗夫莱
维罗夫莱（法語：Viroflay，發音：[viʁɔflɛ] ⓘ）是法国伊夫林省的一个市镇，属于凡尔赛区。

## 地理
维罗夫莱（48°48'0"N, 2°10'20"E）面积3.49 平方千米，位于法国法蘭西島大區伊夫林省，该省份为法国北部省份，北起瓦兹河谷省，西接厄尔省，西南接厄尔-卢瓦省，东南接埃松省，东临上塞纳省。
与维罗夫莱接壤的市镇（或旧市镇、城区）包括：韦利济-维拉库布莱、阿夫赖城、沙维尔、凡尔赛。
维罗夫莱的时区为UTC+01:00、UTC+02:00（夏令时）。

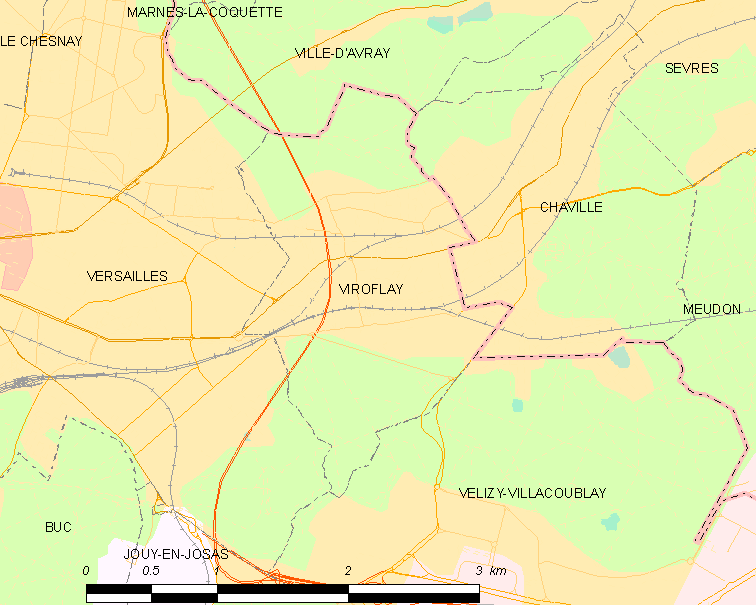
维罗夫莱的OSM定位图

## 行政
维罗夫莱的邮政编码为78220，INSEE市镇编码为78686。

## 政治
维罗夫莱所属的省级选区为凡尔赛第二县。

## 人口

1962-2008年间维罗夫莱人口变化图示

维罗夫莱于2022年1月1日时的人口数量为16943人。